# Епархия Кукуты

Герб епархии Кукуты

Епархия Кукуты (лат. Dioecesis Cucutensis) — епархия Римско-Католической церкви с центром в городе Кукута, Колумбия. Епархия Какауты входит в митрополию Нуэва-Памплоны. Кафедральным собором епархии Какауты является церковь святого Иосифа.

## История
29 мая 1956 года Римский папа Пий XII издал буллу «Ecclesiarum omnium», которой учредил епархию Кукуты, выделив её из апостольской префектуры Лабатеки (упразднённой в этот же день) и епархии Нуэва-Памплоны, которая в этот же день была возведена в ранг архиепархии.

## Ординарии епархии
- епископ Luis Pérez Hernández C.I.M. (29.05.1956 — 28.06.1959);
- епископ Pablo Correa León (22.07.1959 — 27.07.1970);
- епископ Педро Рубиано Саэнс (2.06.1971 — 26.03.1983);
- епископ Alberto Giraldo Jaramillo P.S.S. (26.07.1983 — 18.12.1990) — назначен архиепископом Нуэва-Памплоны;
- епископ Рубен Саласар Гомес (11.02.1992 — 18.03.1999) — назначен архиепископом Барранкильи;
- епископ Óscar Urbina Ortega (9.11.1999 — 30.11.2007) — назначен архиепископом Вильявисенсио;
- епископ Jaime Prieto Amaya (1.12.2008 — 25.08.2010);
- епископ Julio César Vidal Ortiz (16.07.2011 — по настоящее время).

## Источник
- Annuario Pontificio, Libreria Editrice Vaticana, Città del Vaticano, 2003, ISBN 88-209-7422-3
- Bolla Ecclesiarum omnium, AAS 48 (1956), стр. 696  (лат.)